# Кубок мира по горнолыжному спорту 2016/2017
Кубок мира по горнолыжному  сезона 2016/2017 годов — 51-й сезон Кубка мира, который начался 22 октября 2016 года в австрийском Зёльдене и завершился 19 марта 2017 года в Аспен (Колорадо), США. В феврале 2017 года в розыгрыше Кубка мира была сделана пауза для проведения чемпионата мира в швейцарском Санкт-Морице.
Действующими обладателями Кубка мира по итогам сезона 2015/16 являлись австриец Марсель Хиршер и Лара Гут из Швейцарии. Хиршер вновь выиграл Кубок мира, а Лара Гут также претендовала на победу в общем зачёте, но получила травмы на чемпионате мира 2017 года и была вынуждена досрочно завершить сезон. Кубок мира выиграла американка Микаэла Шиффрин.
Женщины в марте 2017 года соревновались в скоростном спуске и супергиганте на трассах в Чунбоне, где пройдут зимние Олимпийские игры 2018 года (мужчины ранее соревновались в Чунбоне в феврале 2016 года).
В рамках сезона проходили празднования 50-летия Кубка мира, первые старты которого прошли в январе 1967 года.
В женском зачёте Кубка наций впервые в XXI веке представительницам Австрии не удалось занять первое место (до этого на их счету было 18 побед подряд с 1999 года). Одним из ключевых факторов стало отсутствие из-за травмы их лидера Анны Файт, которая провела всего несколько гонок за сезон. Также из-за травмы почти весь сезон пропустила и Конни Хюттер. В итоге лучшая из австриек Николь Шмидхофер заняла только 15-е место в общем зачёте. Обладательницами Кубка наций впервые в истории Кубка мира стали итальянские горнолыжницы, которые опередили австриек почти на 1000 очков (в мужском зачёте Кубка наций итальянцы последний раз побеждали в 1976 году). Своеобразной точкой в удачном выступлении итальянок стал самый последний старт на финальном этапе в Аспене: итальянки заняли три первых места в гигантском слаломе, а лучшая из австриек была только 20-й. Лидерами команды Италии были София Годжа и Федерика Бриньоне, завершившие сезон в топ-5 общего зачёта.
В мужском зачёте Кубка наций австрийцы одержали 25-ю победу подряд с 1993 года, опередив всех более чем на 1300 очков. Их успех во многом был обусловлен очередным сильным выступлением Марселя Хиршера, который набрал 1599 очков, тогда как никто кроме него не сумел преодолеть отметку и в 1000 очков за сезон. Благодаря успехам мужчин Австрия выиграла и общий зачёт Кубка наций, опередив команду Италии на 559 очков. Австрийцы выиграли общий зачёт 30-й раз подряд, они не знают поражений с 1988 года.

## Общий зачёт. Топ-20
| №  | Горнолыжник             | Очки |
| -- | ----------------------- | ---- |
| 1  | Марсель Хиршер          | 1599 |
| 2  | Хьетиль Янсруд          | 924  |
| 3  | Хенрик Кристофферсен    | 903  |
| 4  | Алексис Пентюро         | 875  |
| 5  | Феликс Нойройтер        | 790  |
| 6  | Петер Филл              | 693  |
| 7  | Александер Омодт Кильде | 668  |
| 8  | Доминик Парис           | 653  |
| 9  | Манфред Мёльгг          | 580  |
| 10 | Ханнес Райхельт         | 556  |
| 11 | Беат Фойц               | 447  |
| 12 | Карло Янка              | 446  |
| 13 | Маттиас Майер           | 442  |
| 14 | Матьё Февр              | 440  |
| 15 | Андре Мюрер             | 434  |
| 16 | Эрик Гэй                | 430  |
| 17 | Лейф Кристиан Хёуген    | 384  |
| 18 | Михаэль Матт            | 382  |
| 19 | Александр Хорошилов     | 372  |
| 20 | Боштьян Клине           | 352  |

| №  | Горнолыжница            | Очки |
| -- | ----------------------- | ---- |
| 1  | Микаэла Шиффрин         | 1643 |
| 2  | Илка Штухец             | 1325 |
| 3  | София Годжа             | 1197 |
| 4  | Лара Гут                | 1023 |
| 5  | Федерика Бриньоне       | 895  |
| 6  | Тесса Ворле             | 870  |
| 7  | Тина Вайратер           | 857  |
| 8  | Венди Хольденер         | 692  |
| 9  | Виктория Ребенсбург     | 651  |
| 10 | Петра Вльгова           | 589  |
| 11 | Вероника Велес-Зузулова | 565  |
| 12 | Нина Лёсет              | 519  |
| 13 | Фрида Хансдоттер        | 468  |
| 14 | Мари-Мишель Ганьон      | 452  |
| 15 | Николь Шмидхофер        | 448  |
| 16 | Штефани Фенир           | 434  |
| 17 | Елена Куртони           | 426  |
| 18 | Марта Бассино           | 413  |
| 19 | Линдси Вонн             | 411  |
| 20 | Рагнхильд Мовинкель     | 399  |

## Результаты этапов
- ПГ — параллельный гигантский слалом

В скобках после фамилии победителя указано, который по счёту этап Кубка мира за карьеру был выигран

### Мужчины
| Дата                                                         | Место                         | Вид | Победитель | Второе место | Третье место | Отчёт |
| ------------------------------------------------------------ | ----------------------------- | --- | --- | --- | --- | --- |
| 23 окт 2016                                                  | Зёльден, Австрия              | Г   | Алексис Пентюро (16) | Марсель Хиршер | Феликс Нойройтер | |
| 13 ноя 2016                                                  | Леви, Финляндия               | Сл  | Марсель Хиршер (40) | Михаэль Матт | Манфред Мёльгг | |
| 26 ноя 2016                                                  | Лейк Луиз, Канада             | СС  | Этап отменён из-за тёплой погоды и недостатка снега, супергигант перенесён на 27 декабря в Санта-Катерину, а скоростной спуск — на 24 февраля в Квитфьелль | Этап отменён из-за тёплой погоды и недостатка снега, супергигант перенесён на 27 декабря в Санта-Катерину, а скоростной спуск — на 24 февраля в Квитфьелль | Этап отменён из-за тёплой погоды и недостатка снега, супергигант перенесён на 27 декабря в Санта-Катерину, а скоростной спуск — на 24 февраля в Квитфьелль | Этап отменён из-за тёплой погоды и недостатка снега, супергигант перенесён на 27 декабря в Санта-Катерину, а скоростной спуск — на 24 февраля в Квитфьелль |
| 27 ноя 2016                                                  | Лейк Луиз, Канада             | СГ  | Этап отменён из-за тёплой погоды и недостатка снега, супергигант перенесён на 27 декабря в Санта-Катерину, а скоростной спуск — на 24 февраля в Квитфьелль | Этап отменён из-за тёплой погоды и недостатка снега, супергигант перенесён на 27 декабря в Санта-Катерину, а скоростной спуск — на 24 февраля в Квитфьелль | Этап отменён из-за тёплой погоды и недостатка снега, супергигант перенесён на 27 декабря в Санта-Катерину, а скоростной спуск — на 24 февраля в Квитфьелль | Этап отменён из-за тёплой погоды и недостатка снега, супергигант перенесён на 27 декабря в Санта-Катерину, а скоростной спуск — на 24 февраля в Квитфьелль |
| 2 дек 2016                                                   | Бивер-Крик, США               | СС  | Этап отменён из-за тёплой погоды и недостатка снега, все старты перенесёны в Валь-д’Изер, Франция                                                          | Этап отменён из-за тёплой погоды и недостатка снега, все старты перенесёны в Валь-д’Изер, Франция                                                          | Этап отменён из-за тёплой погоды и недостатка снега, все старты перенесёны в Валь-д’Изер, Франция                                                          | Этап отменён из-за тёплой погоды и недостатка снега, все старты перенесёны в Валь-д’Изер, Франция                                                          |
| 3 дек 2016                                                   | Бивер-Крик, США               | СГ  | Этап отменён из-за тёплой погоды и недостатка снега, все старты перенесёны в Валь-д’Изер, Франция                                                          | Этап отменён из-за тёплой погоды и недостатка снега, все старты перенесёны в Валь-д’Изер, Франция                                                          | Этап отменён из-за тёплой погоды и недостатка снега, все старты перенесёны в Валь-д’Изер, Франция                                                          | Этап отменён из-за тёплой погоды и недостатка снега, все старты перенесёны в Валь-д’Изер, Франция                                                          |
| 4 дек 2016                                                   | Бивер-Крик, США               | Г   | Этап отменён из-за тёплой погоды и недостатка снега, все старты перенесёны в Валь-д’Изер, Франция                                                          | Этап отменён из-за тёплой погоды и недостатка снега, все старты перенесёны в Валь-д’Изер, Франция                                                          | Этап отменён из-за тёплой погоды и недостатка снега, все старты перенесёны в Валь-д’Изер, Франция                                                          | Этап отменён из-за тёплой погоды и недостатка снега, все старты перенесёны в Валь-д’Изер, Франция                                                          |
| 2 дек 2016                                                   | Валь-д’Изер, Франция          | СС  | Хьетиль Янсруд (15) | Аксель Лунд Свиндал | Доминик Парис | |
| 3 дек 2016                                                   | Валь-д’Изер, Франция          | СГ  | Хьетиль Янсруд (16) | Петер Филл | Аксель Лунд Свиндал | |
| 4 дек 2016                                                   | Валь-д’Изер, Франция          | Г   | Матьё Февр (1) | Марсель Хиршер | Алексис Пентюро | |
| 10 дек 2016                                                  | Валь-д’Изер, Франция          | Г   | Алексис Пентюро (17) | Марсель Хиршер | Хенрик Кристофферсен | |
| 11 дек 2016                                                  | Валь-д’Изер, Франция          | Сл  | Хенрик Кристофферсен (11) | Марсель Хиршер | Александр Хорошилов | |
| 16 дек 2016                                                  | Валь-Гардена, Италия          | СГ  | Хьетиль Янсруд (17) | Александер Омодт Кильде | Эрик Гэй | |
| 17 дек 2016                                                  | Валь-Гардена, Италия          | СС  | Макс Франц (1) | Аксель Лунд Свиндал | Стивен Наймен | |
| 18 дек 2016                                                  | Альта-Бадья, Италия           | Г   | Марсель Хиршер (41) | Матьё Февр | Флориан Айзат | |
| 19 дек 2016                                                  | Альта-Бадья, Италия           | ПГ  | Сиприен Сарразен (1) | Карло Янка | Хьетиль Янсруд | |
| 22 дек 2016                                                  | Мадонна-ди-Кампильо, Италия   | Сл  | Хенрик Кристофферсен (12) | Марсель Хиршер | Стефано Гросс | |
| 27 дек 2016                                                  | Санта-Катерина, Италия        | СГ  | Хьетиль Янсруд (18) | Ханнес Райхельт | Доминик Парис | |
| 28 дек 2016                                                  | Санта-Катерина, Италия        | СС  | Этап отменен из-за урагана. | Этап отменен из-за урагана. | Этап отменен из-за урагана. | |
| 29 дек 2016                                                  | Санта-Катерина, Италия        | К   | Алексис Пентюро (18) | Марсель Хиршер | Александер Омодт Кильде | |
| 5 янв 2017                                                   | Загреб, Хорватия              | Сл  | Манфред Мёльгг (3) | Феликс Нойройтер | Хенрик Кристофферсен | |
| 7 янв 2017                                                   | Адельбоден, Швейцария         | Г   | Алексис Пентюро (19) | Марсель Хиршер | Филипп Шёргхофер | |
| 8 янв 2017                                                   | Адельбоден, Швейцария         | Сл  | Хенрик Кристофферсен (13) | Манфред Мёльгг | Марсель Хиршер | |
| 13 янв 2017                                                  | Венген, Швейцария             | К   | Нильс Хинтерман (1) | Максанс Мюзатон | Фредерик Бертольд | |
| 14 янв 2017                                                  | Венген, Швейцария             | СС  | Старт отменён из-за сильного снегопада, перенесён на 27 января в Гармиш                                                                                    | Старт отменён из-за сильного снегопада, перенесён на 27 января в Гармиш                                                                                    | Старт отменён из-за сильного снегопада, перенесён на 27 января в Гармиш                                                                                    | Старт отменён из-за сильного снегопада, перенесён на 27 января в Гармиш                                                                                    |
| 15 янв 2017                                                  | Венген, Швейцария             | Сл  | Хенрик Кристофферсен (14) | Марсель Хиршер | Феликс Нойройтер | |
| 20 янв 2017                                                  | Кицбюэль, Австрия             | СГ  | Маттиас Майер (4) | Кристоф Иннерхофер | Беат Фойц | |
| 21 янв 2017                                                  | Кицбюэль, Австрия             | СС  | Доминик Парис (7) | Валантен Жиро Муан | Жоан Кларе | |
| 22 янв 2017                                                  | Кицбюэль, Австрия             | Сл  | Марсель Хиршер (42) | Дэйв Райдинг | Александр Хорошилов | |
| 24 янв 2017                                                  | Шладминг, Австрия             | Сл  | Хенрик Кристофферсен (15) | Марсель Хиршер | Александр Хорошилов | |
| 27 янв 2017                                                  | Гармиш-Партенкирхен, Германия | СС  | Трэвис Ганонг (2) | Хьетиль Янсруд | Петер Филл | |
| 28 янв 2017                                                  | Гармиш-Партенкирхен, Германия | СС  | Ханнес Райхельт (12) | Петер Филл | Беат Фойц | |
| 29 янв 2017                                                  | Гармиш-Партенкирхен, Германия | Г   | Марсель Хиршер (43) | Маттс Ульссон | Штефан Луйц | |
| 31 янв 2016                                                  | Стокгольм, Швеция             | П   | Линус Штрассер (1) | Алексис Пентюро | Маттиас Харгин | |
| 6—19 февраля 2017 — чемпионат мира в Санкт-Морице, Швейцария |                               |     | | | | |
| 24 фев 2017                                                  | Квитфьелль, Норвегия          | СС  | Боштьян Клине (1) | Маттиас Майер | Хьетиль Янсруд | |
| 25 фев 2017                                                  | Квитфьелль, Норвегия          | СС  | Хьетиль Янсруд (19) | Петер Филл | Беат Фойц | |
| 26 фев 2017                                                  | Квитфьелль, Норвегия          | СГ  | Петер Филл (3) | Ханнес Райхельт | Эрик Гэй | |
| 4 мар 2017                                                   | Краньска-Гора, Словения       | Г   | Марсель Хиршер (44) | Лейф Кристиан Хёуген | Маттс Ульссон | |
| 5 мар 2017                                                   | Краньска-Гора, Словения       | Сл  | Михаэль Матт (1) | Стефано Гросс | Феликс Нойройтер | |
| 15 мар 2017                                                  | Аспен (Колорадо), США         | СС  | Доминик Парис (8) | Петер Филл | Карло Янка | |
| 16 мар 2017                                                  | Аспен (Колорадо), США         | СГ  | Ханнес Райхельт (13) | Доминик Парис | Мауро Кавизель | |
| 16 мар 2017                                                  | Аспен (Колорадо), США         | СГ  | Ханнес Райхельт (13) | Доминик Парис | Александр Омодт Кильде | |
| 18 мар 2017                                                  | Аспен (Колорадо), США         | Г   | Марсель Хиршер (45) | Феликс Нойройтер | Матьё Февр | |
| 19 мар 2017                                                  | Аспен (Колорадо), США         | Сл  | Андре Мюрер (7) | Феликс Нойройтер | Михаэль Матт | |

### Женщины
| Дата                                                         | Место                         | Вид | Победительница                                                                                         | Второе место                                                                                           | Третье место                                                                                           | Отчёт                                                                                                  |
| ------------------------------------------------------------ | ----------------------------- | --- | --- | --- | --- | --- |
| 22 окт 2016                                                  | Зёльден, Австрия              | Г   | Лара Гут (19)                                                                                          | Микаэла Шиффрин                                                                                        | Марта Бассино                                                                                          | |
| 12 ноя 2016                                                  | Леви, Финляндия               | Сл  | Микаэла Шиффрин (21)                                                                                   | Венди Хольденер                                                                                        | Петра Вльгова                                                                                          | |
| 26 ноя 2016                                                  | Киллигтон, США                | Г   | Тесса Ворле (9)                                                                                        | Нина Лёсет                                                                                             | София Годжа                                                                                            | |
| 27 ноя 2016                                                  | Киллигтон, США                | Сл  | Микаэла Шиффрин (22)                                                                                   | Вероника Велес-Зузулова                                                                                | Венди Хольденер                                                                                        | |
| 2 дек 2016                                                   | Лейк Луиз, Канада             | СС  | Илка Штухец (1)                                                                                        | София Годжа                                                                                            | Кайса Клинг                                                                                            | |
| 3 дек 2016                                                   | Лейк Луиз, Канада             | СС  | Илка Штухец (2)                                                                                        | Лара Гут                                                                                               | Эдит Миклош                                                                                            | |
| 4 дек 2016                                                   | Лейк Луиз, Канада             | СГ  | Лара Гут (20)                                                                                          | Тина Вайратер                                                                                          | София Годжа                                                                                            | |
| 10 дек 2016                                                  | Сестриере, Италия             | Г   | Тесса Ворле (10)                                                                                       | София Годжа                                                                                            | Лара Гут                                                                                               | |
| 11 дек 2016                                                  | Сестриере, Италия             | Сл  | Микаэла Шиффрин (23)                                                                                   | Вероника Велес-Зузулова                                                                                | Венди Хольденер                                                                                        | |
| 16 дек 2016                                                  | Валь-д’Изер, Франция          | К   | Илка Штухец (3)                                                                                        | Мишель Гизин                                                                                           | София Годжа                                                                                            | |
| 17 дек 2016                                                  | Валь-д’Изер, Франция          | СС  | Илка Штухец (4)                                                                                        | Корнелия Хюттер                                                                                        | София Годжа                                                                                            | |
| 18 дек 2016                                                  | Валь-д’Изер, Франция          | СГ  | Лара Гут (21)                                                                                          | Тина Вайратер                                                                                          | Елена Куртони                                                                                          | |
| 20 дек 2016                                                  | Куршевель, Франция            | Г   | Этап отменен из-за сильного ветра, старты перенесён в Земмеринг на 27 декабря                          | Этап отменен из-за сильного ветра, старты перенесён в Земмеринг на 27 декабря                          | Этап отменен из-за сильного ветра, старты перенесён в Земмеринг на 27 декабря                          | Этап отменен из-за сильного ветра, старты перенесён в Земмеринг на 27 декабря                          |
| 27 дек 2016                                                  | Земмеринг, Австрия            | Г   | Микаэла Шиффрин (24)                                                                                   | Тесса Ворле                                                                                            | Мануэла Мёльгг                                                                                         | |
| 28 дек 2016                                                  | Земмеринг, Австрия            | Г   | Микаэла Шиффрин (25)                                                                                   | Тесса Ворле                                                                                            | Виктория Ребенсбург                                                                                    | |
| 29 дек 2016                                                  | Земмеринг, Австрия            | Сл  | Микаэла Шиффрин (26)                                                                                   | Вероника Велес-Зузулова                                                                                | Венди Хольденер                                                                                        | |
| 3 янв 2017                                                   | Загреб, Хорватия              | Сл  | Вероника Велес-Зузулова (5)                                                                            | Петра Вльгова                                                                                          | Шарка Страхова                                                                                         | |
| 7 янв 2017                                                   | Марибор, Словения             | Г   | Тесса Ворле (11)                                                                                       | София Годжа                                                                                            | Лара Гут                                                                                               | |
| 8 янв 2017                                                   | Марибор, Словения             | Сл  | Микаэла Шиффрин (27)                                                                                   | Венди Хольденер                                                                                        | Фрида Хансдоттер                                                                                       | |
| 10 янв 2017                                                  | Флахау, Австрия               | Сл  | Фрида Хансдоттер (4)                                                                                   | Нина Лёсет                                                                                             | Микаэла Шиффрин                                                                                        | |
| 10 янв 2017                                                  | Флахау, Австрия               | Сл  | Фрида Хансдоттер (4)                                                                                   | Нина Лёсет                                                                                             | Венди Хольденер                                                                                        | |
| 14 янв 2017                                                  | Альтенмаркт, Австрия          | СС  | Старт перенесён на 15 января из-за плохой погоды и сильного снегопада                                  | Старт перенесён на 15 января из-за плохой погоды и сильного снегопада                                  | Старт перенесён на 15 января из-за плохой погоды и сильного снегопада                                  | Старт перенесён на 15 января из-за плохой погоды и сильного снегопада                                  |
| 15 янв 2017                                                  | Альтенмаркт, Австрия          | СС  | Кристина Шайер (1)                                                                                     | Тина Вайратер                                                                                          | Жаклин Уайлз                                                                                           | |
| 15 янв 2017                                                  | Альтенмаркт, Австрия          | К   | Старт отменён из-за проведения в этот день скоростного спуска и перенесён на 24 февраля в Кран-Монтану | Старт отменён из-за проведения в этот день скоростного спуска и перенесён на 24 февраля в Кран-Монтану | Старт отменён из-за проведения в этот день скоростного спуска и перенесён на 24 февраля в Кран-Монтану | Старт отменён из-за проведения в этот день скоростного спуска и перенесён на 24 февраля в Кран-Монтану |
| 21 янв 2017                                                  | Гармиш-Партенкирхен, Германия | СС  | Линдси Вонн (77)                                                                                       | Лара Гут                                                                                               | Виктория Ребенсбург                                                                                    | |
| 22 янв 2017                                                  | Гармиш-Партенкирхен, Германия | СГ  | Лара Гут (22)                                                                                          | Штефани Фенир                                                                                          | Тина Вайратер                                                                                          | |
| 24 янв 2017                                                  | Кронплац, Италия              | Г   | Федерика Бриньоне (3)                                                                                  | Тесса Ворле                                                                                            | Марта Бассино                                                                                          | |
| 28 янв 2017                                                  | Кортина-д’Ампеццо, Италия     | СС  | Лара Гут (23)                                                                                          | София Годжа                                                                                            | Илка Штухец                                                                                            | |
| 29 янв 2017                                                  | Кортина-д’Ампеццо, Италия     | CГ  | Илка Штухец (5)                                                                                        | София Годжа                                                                                            | Анна Файт                                                                                              | |
| 31 янв 2017                                                  | Стокгольм, Швеция             | П   | Микаэла Шиффрин (28)                                                                                   | Вероника Велес-Зузулова                                                                                | Нина Лёсет                                                                                             | |
| 6—19 февраля 2017 — чемпионат мира в Санкт-Морице, Швейцария |                               |     | | | | |
| 24 фев 2017                                                  | Кран-Монтана, Швейцария       | К   | Федерика Бриньоне (4)                                                                                  | Илка Штухец                                                                                            | Михаэла Кирхгассер                                                                                     | |
| 25 фев 2017                                                  | Кран-Монтана, Швейцария       | СГ  | Илка Штухец (6)                                                                                        | Елена Куртони                                                                                          | Штефани Фенир                                                                                          | |
| 26 фев 2017                                                  | Кран-Монтана, Швейцария       | К   | Микаэла Шиффрин (29)                                                                                   | Федерика Бриньоне                                                                                      | Илка Штухец                                                                                            | |
| 4 мар 2017                                                   | Чунбон, Республика Корея      | СС  | София Годжа (1)                                                                                        | Линдси Вонн                                                                                            | Илка Штухец                                                                                            | |
| 5 мар 2017                                                   | Чунбон, Республика Корея      | СГ  | София Годжа (2)                                                                                        | Линдси Вонн                                                                                            | Илка Штухец                                                                                            | |
| 10 мар 2017                                                  | Скво-Вэлли, США               | Г   | Микаэла Шиффрин (30)                                                                                   | Федерика Бриньоне                                                                                      | Тесса Ворле                                                                                            | |
| 11 мар 2017                                                  | Скво-Вэлли, США               | Сл  | Микаэла Шиффрин (31)                                                                                   | Шарка Страхова                                                                                         | Бернадетте Шильд                                                                                       | |
| 15 мар 2017                                                  | Аспен (Колорадо), США         | СС  | Илка Штухец (7)                                                                                        | Линдси Вонн                                                                                            | София Годжа                                                                                            | |
| 16 мар 2017                                                  | Аспен (Колорадо), США         | СГ  | Тина Вайратер (7)                                                                                      | Илка Штухец                                                                                            | Федерика Бриньоне                                                                                      | |
| 18 мар 2017                                                  | Аспен (Колорадо), США         | Сл  | Петра Вльгова (2)                                                                                      | Микаэла Шиффрин                                                                                        | Фрида Хансдоттер                                                                                       | |
| 19 мар 2017                                                  | Аспен (Колорадо), США         | Г   | Федерика Бриньоне (5)                                                                                  | София Годжа                                                                                            | Марта Бассино                                                                                          | |

## Зачёт отдельных дисциплин

### Мужчины
| № | Горнолыжники   | Очки |
| - | -------------- | ---- |
| 1 | Петер Филл     | 454  |
| 2 | Хьетиль Янсруд | 431  |
| 3 | Доминик Парис  | 371  |
| 4 | Беат Фойц      | 259  |
| 5 | Эрик Гэй       | 255  |

| № | Горнолыжник             | Очки |
| - | ----------------------- | ---- |
| 1 | Хьетиль Янсруд          | 394  |
| 2 | Ханнес Райхельт         | 303  |
| 3 | Александер Омодт Кильде | 299  |
| 4 | Доминик Парис           | 277  |
| 5 | Петер Филл              | 226  |

| № | Горнолыжник          | Очки |
| - | -------------------- | ---- |
| 1 | Марсель Хиршер       | 533  |
| 2 | Алексис Пентюро      | 439  |
| 3 | Матьё Февр           | 360  |
| 4 | Хенрик Кристофферсен | 268  |
| 5 | Феликс Нойройтер     | 245  |

| № | Горнолыжник          | Очки |
| - | -------------------- | ---- |
| 1 | Марсель Хиршер       | 635  |
| 2 | Хенрик Кристофферсен | 575  |
| 3 | Манфред Мёльгг       | 395  |
| 4 | Александр Хорошилов  | 310  |
| 5 | Дэйв Райдинг         | 306  |

| № | Горнолыжник             | Очки |
| - | ----------------------- | ---- |
| 1 | Алексис Пентюро         | 111  |
| 2 | Нильс Хинтерман         | 100  |
| 3 | Александер Омодт Кильде | 92   |
| 4 | Жюстен Мюризье          | 86   |
| 5 | Марсель Хиршер          | 80   |
|   | Максанс Мюзатон         | 80   |

### Женщины
| № | Горнолыжницы  | Очки |
| - | ------------- | ---- |
| 1 | Илка Штухец   | 597  |
| 2 | София Годжа   | 460  |
| 3 | Лара Гут      | 360  |
| 4 | Линдси Вонн   | 280  |
| 5 | Тина Вайратер | 256  |

| № | Горнолыжница  | Очки |
| - | ------------- | ---- |
| 1 | Тина Вайратер | 435  |
| 2 | Илка Штухец   | 430  |
| 3 | Лара Гут      | 300  |
| 4 | Елена Куртони | 271  |
| 5 | Штефани Фенир | 255  |

| № | Горнолыжница    | Очки |
| - | --------------- | ---- |
| 1 | Тесса Ворле     | 580  |
| 2 | Микаэла Шиффрин | 460  |
| 3 | Лара Гут        | 360  |
| 4 | София Годжа     | 289  |
| 5 | Марта Бассино   | 265  |

| № | Горнолыжница            | Очки |
| - | ----------------------- | ---- |
| 1 | Микаэла Шиффрин         | 840  |
| 2 | Вероника Велес-Зузулова | 515  |
| 3 | Венди Хольденер         | 415  |
| 4 | Фрида Хансдоттер        | 322  |
| 5 | Нина Лёсет              | 302  |

| № | Горнолыжница       | Очки |
| - | ------------------ | ---- |
| 1 | Илка Штухец        | 240  |
| 2 | Федерика Бриньоне  | 220  |
| 3 | Венди Хольденер    | 140  |
| 4 | Михаэла Кирхгассер | 105  |
| 5 | Мишель Гизин       | 104  |

### Кубок наций
| № | Страна    | Очки |
| - | --------- | ---- |
| 1 | Австрия   | 8966 |
| 2 | Италия    | 8407 |
| 3 | Швейцария | 6292 |
| 4 | Франция   | 5285 |
| 5 | Норвегия  | 4932 |

| № | Страна    | Очки |
| - | --------- | ---- |
| 1 | Австрия   | 5048 |
| 2 | Франция   | 3668 |
| 2 | Норвегия  | 3589 |
| 4 | Италия    | 3496 |
| 5 | Швейцария | 2738 |

| № | Страна    | Очки |
| - | --------- | ---- |
| 1 | Италия    | 4911 |
| 2 | Австрия   | 3918 |
| 3 | Швейцария | 3554 |
| 4 | США       | 3082 |
| 5 | Словения  | 1958 |